# Sopramonte
Sopramonte, Unterberg (en allemand) est une frazione de la commune de Trente dans la province autonome de Trente de la région du Trentin-Haut-Adige en Italie.

## Géographie
Sopramonte se trouve à environ 5 km à l'ouest de Trente.

## Personnalités liées à lafrazione
- C'est le village natal d'Ida Dalser (dont le père fut le maire) et qui fut la première compagne de Benito Mussolini dont elle eut un fils illégitime Benito Albino.